# Paraguitelia basilewskyi
Paraguitelia basilewskyi là một loài bọ cánh cứng trong họ Cerambycidae.